# A Kozma utcai izraelita temető ravatalozója
A Kozma utcai izraelita temető ravatalozója Magyarország legnagyobb izraelita ravatalozója. A Kozma utcai izraelita temető bejáratánál áll, 1894–95-ben épült.

## Története
Keresztúridűlő területén (a városrész, ahol a temető található) a főváros közgyűlése 1883-ban 429 holdat jelölt ki a városi legelők területéből az Új köztemető részére. A pesti Chevra Kadisa kérésére ennek közvetlen szomszédságában (egyetlen, kiépítetlen utca van köztük) járult hozzá a fővárosi közgyűlés a Kozma utcai izraelita temető kialakításhoz 1891-ben, melynek monumentális ravatalozóját 1894–95-ben építették fel Freund Vilmos tervei alapján. Az engedélyezési terveken csak a kivitelért felelős építőmesterek Wellisch Sándor és Gyula aláírásai szerepelnek.

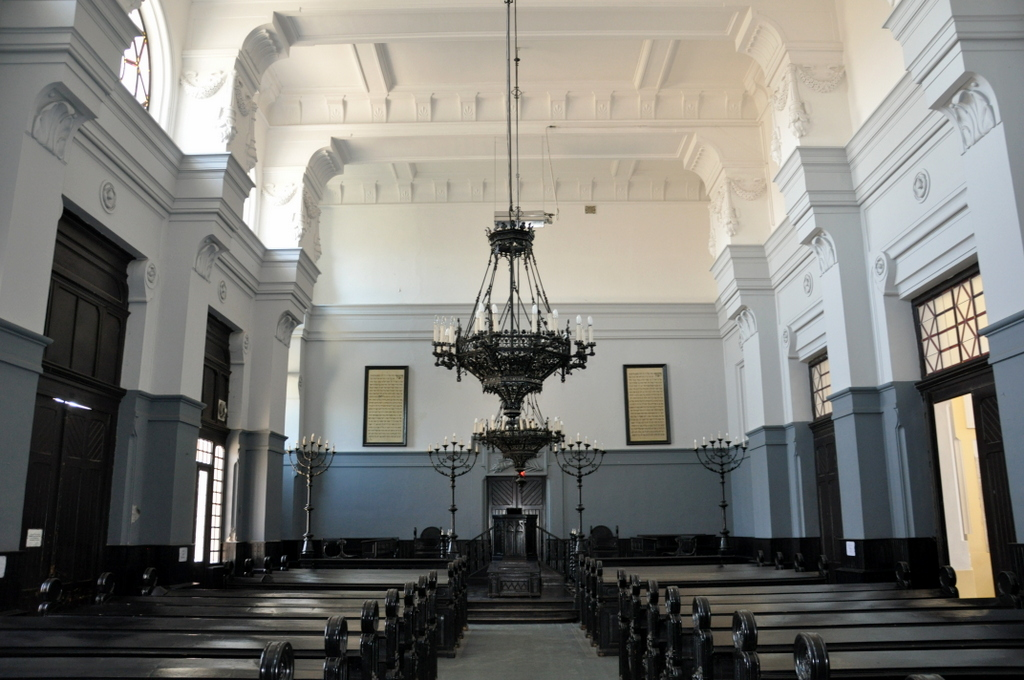
Az első osztályú ravatalozó

Az épület szobrászati munkáit Strobl Alajos végezte, kapuzata neomór stílusú. A ravatalozó három részre tagozódik; az előtéren kívül van egy nagyobb, első osztályú szertartásterem, valamint a szegényebbek számára egy külön másodosztályú szertartásterem.
Az első osztályúban a falak szürke és fehér festésűek, a fény három nagy, díszes, Dávid-csillag mintázatú ablakokon keresztül jut be, melyek a temető felőli oldalfal tetején kerültek kialakításra. Szintén itt található még egy faragott szószék, négy nagy, díszes, feketére festett menóra, valamint két ugyancsak díszesen kimunkált és feketére festett bronz csillár. 
A szószék két oldalán külön padsor van a közeli hozzátartozóknak, míg a szélesebb közönség tőlük elválasztva, a szószékkel szemben található padsorokon foglalhat helyet. A másodosztályú teremben is vannak faragott padok, de ott inkább az egyszerűség dominál. Mindkét teremben külön jelzés mutatja, hogy a nők az egyik, míg a férfiak a másik oldalon foglalhatnak helyet, ahogy a nők és a férfiak búcsúztatása is ilyetén felosztás szerint történik.
Az épület előcsarnokában hatalmas emléktáblákon gyűjtötték össze az elpusztult vallási épületeknek, megszűnt vidéki zsinagógáknak a listáit, illetve a holokauszt vidéki áldozatainak az emléktábláit. Szintén itt található egy sírt formázó holokauszt emlékmű, melyet Zoltai Gusztáv adományozott a holokauszt 50. évfordulójára 1995-ben.
Az épületről ma már hiányzanak a kupolaaljak négy sarkánál lévő fáklyadíszek és főhomlokzati tornyok párkányán lévő frízek.